# Myrmän

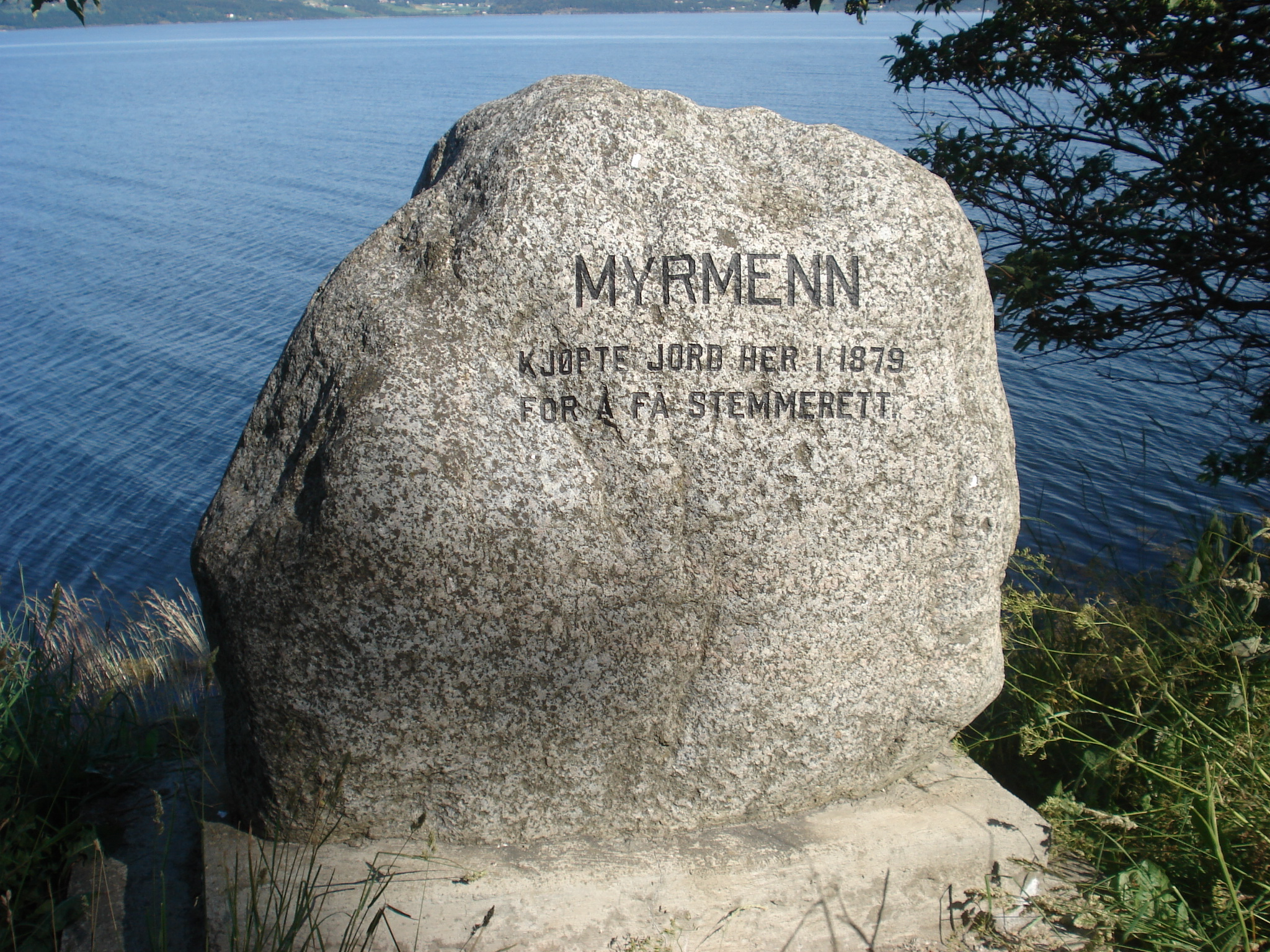
Minnesstenen över myrmän på Framnes, Ekne

Myrmän ("myrmenn", singular myrmann) kallades i Norge under den skarpa politiska striden i början av 1880-talet personer som skaffat sig rösträtt genom att köpa eller på livstid arrendera obetydliga, ofta värdelösa jordlappar (myrar). Anledningen till en sådan formalitet var att grundlagen i sin dåvarande lydelse inte satte någon gräns nedåt för den storlek eller det värde en jordareal måste ha för att vara rösträttsbasis.
De flesta myrmännen förekom vid stortingsvalen 1882, då bägge de stora partierna i osäkra valkretsar använde sådana hjälptrupper. Valet blev en stor seger för Venstre. Egendomslösa grupper som fick rösträtt var bland andra torpare, tjänstefolk, lärare, hantverkare och jurister.
För att hejda myrmännen införde man i grundlagen en bestämmelse 4 juli 1884, att jordegendom efter den tiden inte skulle kunna särskilt matrikuleras och därigenom bli rösträttsgrundval, om den inte värderats till minst 20 kronor. 1898 lagstiftade Norge om allmän rösträtt för män, och myrmannslagen tappade sin betydelse.
På Ekne i Levanger kommun har man rest ett minnesmärke över de myrmän som köpte värdelös mark där.